# Dracopelta
Dracopelta ist eine kaum bekannte Gattung der Vogelbeckensaurier (Ornithischia) aus der Gruppe der Ankylosauria. Er gilt als einer der ältesten und urtümlichsten Vertreter dieser Gruppe.
Dracopelta war mit geschätzten 2 Metern Länge ein sehr kleiner Ankylosaurier. Bislang sind von diesem Dinosaurier aber nur einzelne Wirbel, Rippen und Knochenplatten (Osteodermen) gefunden worden, die keine genauen Rückschlüsse auf das Aussehen zulassen. Vermutlich hatte er den für die Ankylosauria typischen Körperbau mit dem stämmigen, mit Knochenplatten gepanzerten Körper und den kurzen, kräftigen Gliedmaßen. Wie alle Vertreter dieser Gruppe dürfte er sich von Pflanzen ernährt haben.
Die fossilen Überreste von Dracopelta wurden in Portugal entdeckt und 1980 erstbeschrieben. Der Name leitet sich vom lateinischen draco (=„Drache“) und dem griechischen πελτα/pelta (=„Schild“) ab. Einzig bekannte Art und damit Typusart ist Dracopelta zbyszewskii. Die Funde werden in den Oberjura (Oberes Kimmeridgium bis Unteres Tithonium) auf ein Alter von 155 bis 147 Millionen Jahre datiert.
Dracopelta gilt als urtümlicher Ankylosauria und zählt zu den wenigen Vertretern dieser Gruppe, die bereits aus dem Jura überliefert sind. Aufgrund der spärlichen Funde ist eine genaue systematische Einordnung nicht möglich, dieser Dinosaurier wird daher als Ankylosauria incertae sedis geführt.